# 71885 Denning
71885 Denning è un asteroide della fascia principale. Scoperto nel 2000, presenta un'orbita caratterizzata da un semiasse maggiore pari a 2,2933297 UA e da un'eccentricità di 0,1151151, inclinata di 5,89548° rispetto all'eclittica.